# Cuidado que Mancha
O Grupo Cuidado Que Mancha lançou seu primeiro CD em 1995, que contou com a participação de dezoito músicos, entre os quais Luiz Tatit (ex-integrante do RUMO) e Nei Lisboa.
O grupo montou os espetáculos em formato de radioteatro: Programa de Família, A Família Sujo, O Natal de Natanael e Sabrina, 40 Fantasmas, Mais Uns Amigos e Outras Histórias. Radiopeças executadas ao vivo no palco, com música e sonoplastia. b) trabalhando com música para crianças.
O grupo montou diversos espetáculos para crianças com destaque para o premiado "Quem Não Dança Balança a Criança", vencedor do Prêmio Tibicuera de Teatro Infantil 2007 na categoria de Melhor Produção, e "A Mulher Gigante", que representou o Brasil no V Encuentro de La Canción Infantil Latino-americana Y Caribeña, realizado na Colômbia, em 2001.
Mulher Gigante é um espetáculo musical para crianças que trabalha questões sonoras utilizando instrumentos musicais e objetos de uso cotidiano na sonoplastia. O Cuidado Que Mancha utiliza variedade de ritmos brasileiros, misturando-os e alcançando um resultado sonoro próprio e interessante. A abordagem inusitada das letras e o cuidado com a qualidade dos arranjos contribuem para a sonoridade particular do grupo, que privilegia os instrumentos acústicos e as vozes, realçando timbres e abrindo um espectro sonoro bastante rico.
A Família Sujo tem na ficha técnica Mirna Spritzer e Raquel Grabauska (Direção) e Gustavo Finkler (Trilha sonora); e elenco formado por Gustavo Finkler, Angelo Primon, Raquel Grabauska, Vika Schabbach.

## Direção
- Raquel Grabauska (Direção Cênica)
- Gustavo Finkler (Direção Musical)

## Videografia
- Cuidado que mancha - (DVD, 108 min, cor, 2006)[5]

## Livros
- A Mulher Gigante, de Gustavo Finkler e Jackson Zambelli
- A Familia Sujo, de Gustavo Finkler e Raquel Grabauska
- O Natal de Natanael, de Gustavo Finkler e Raquel Grabauska
- Sabrina 40 Fantasmas, mais uns amigos e outras histórias, de Raquel Grabauska e Gustavo Finkler
- As Historias Mais Loucas do Mundo de Raquel Grabauska

## Prêmios e indicações

### Prêmio Açorianos
| Ano  | Categoria             | Indicação          | Resultado |
| ---- | --------------------- | ------------------ | --------- |
| 1995 | Disco                 | Cuidado que Mancha | Indicado  |
| 1995 | Grupo Musical         | Cuidado que Mancha | Indicado  |
| 1998 | Disco de MPB ou Samba | Cuidado que Mancha | Indicado  |
| 1999 | Grupo de MPB          | Cuidado que Mancha | Indicado  |
| 2014 | Disco Infantil        | Cuidado que Ronca  | Indicado  |